# Province de Bellavista
Pour les articles homonymes, voir Bellavista.
La province de Bellavista (en espagnol : Provincia de Bellavista) est l'une des dix provinces de la région de San Martín, dans le nord du Pérou. Son chef-lieu est la ville de Bellavista.

## Géographie
La province couvre une superficie de 8 050,90 km2. Elle est limitée au nord par la province d'El Dorado et la province de Picota, à l'est par la région de Loreto, au sud par la province de Tocache, et à l'ouest par la province de Mariscal Cáceres et  la province de Huallaga.

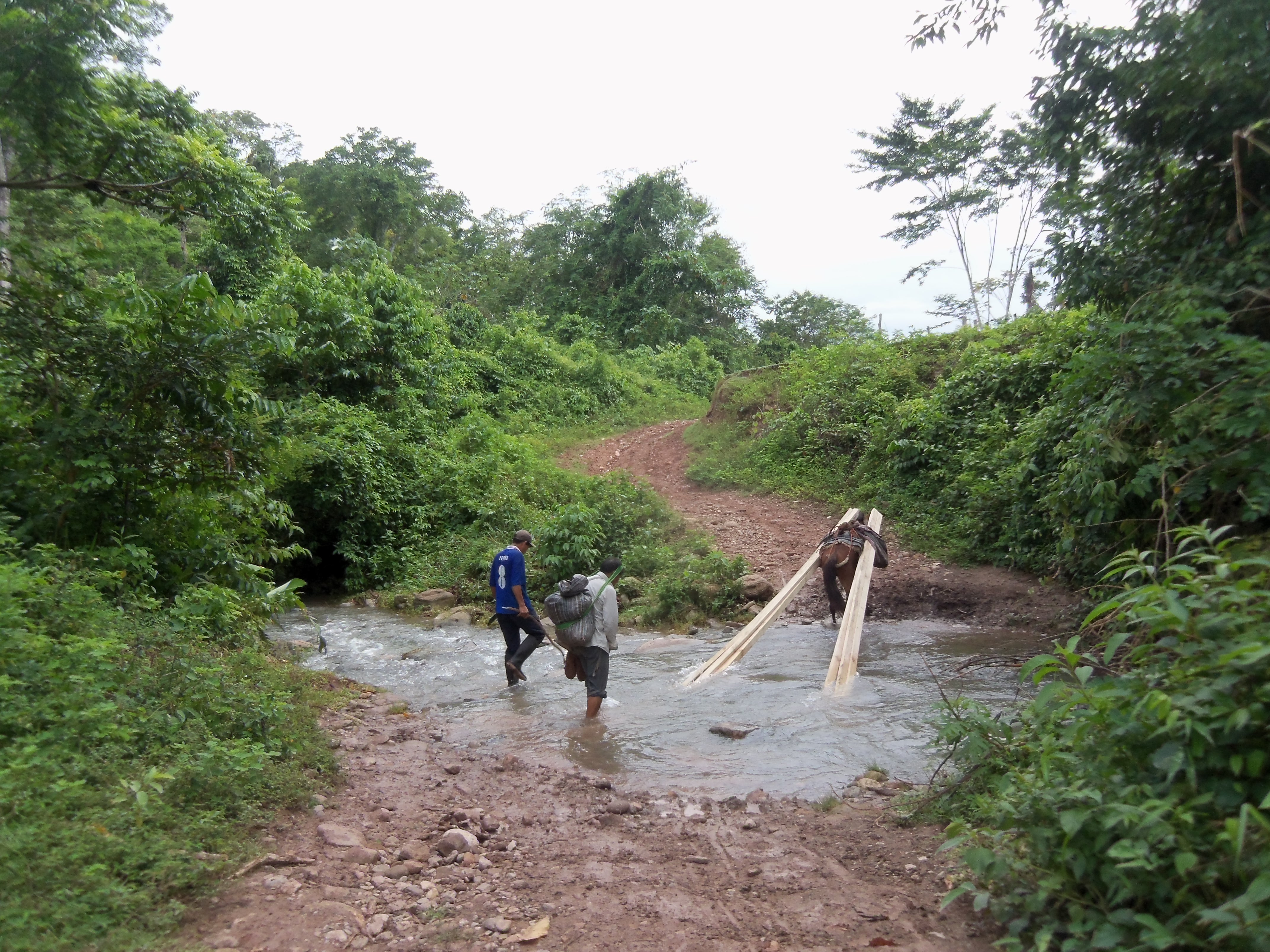
Province de Bellavista, Pérou

## Population
La population de la province s'élevait à 49 293 habitants en 2007.

## Subdivisions
La province de Bellavista est divisée en six districts :
- Alto Biavo
- Bajo Biavo
- Bellavista
- Huallaga
- San Pablo
- San Rafael